# Evadare din Los Angeles
Evadare din Los Angeles (în engleză Escape from L.A.) este un film american postapocaliptic de acțiune din 1996 regizat de John Carpenter. Rolurile principale au fost interpretate de actorii Kurt Russell, Stacy Keach și Steve Buscemi.
Este o continuare a filmului lui Carpenter, Evadare din New York.

## Distribuție
- Kurt Russell - Lieutenant S.D. Bob "Snake" Plissken
- Steve Buscemi - Eddie "Map to The Stars Eddie"
- Peter Fonda - "Pipeline"
- Cliff Robertson - President Adam
- Valeria Golino - Taslima
- Stacy Keach - Commander Mac Malloy
- Pam Grier - Jack "Carjack" Malone / Hershe Las Palmas
- Bruce Campbell - Surgeon General of Beverly Hills
- Georges Corraface - Cuervo Jones
- Michelle Forbes - Lieutenant Brazen
- A.J. Langer - Utopia
- Ina Romeo - Hooker
- Peter Jason - Duty Sergeant
- Jordan Baker - Police Anchor
- Caroleen Feeney - Woman On Freeway
- Paul Bartel - Congressman
- Tom McNulty - Officer
- Jeff Imada - "Mojo" Dellasandro, Saigon Shadow
- Breckin Meyer - Surfer
- Robert Carradine - Skinhead
- Shelly Desai - Cloaked Figure
- Leland Orser - "Test Tube"

## Muzica

### Coloana sonoră
1. "Dawn" – Stabbing Westward
2. "Sweat" – Tool
3. "The One" – White Zombie
4. "Cut Me Out" – Toadies
5. "Pottery" – Butthole Surfers
6. "10 Seconds Down" – Sugar Ray
7. "Blame (L.A. Remix)" – Gravity Kills
8. "Professional Widow" – Tori Amos
9. "Paisley" – Ministry
10. "Fire in the Hole" – Orange 9mm
11. "Escape from the Prison Planet" – Clutch
12. "Et Tu Brute?" – CIV
13. "Foot on the Gas" – Sexpod
14. "Can't Even Breathe" – Deftones